# 許阿爾普山
46°41′7.2″N 9°54′19.4″E / 46.685333°N 9.905389°E

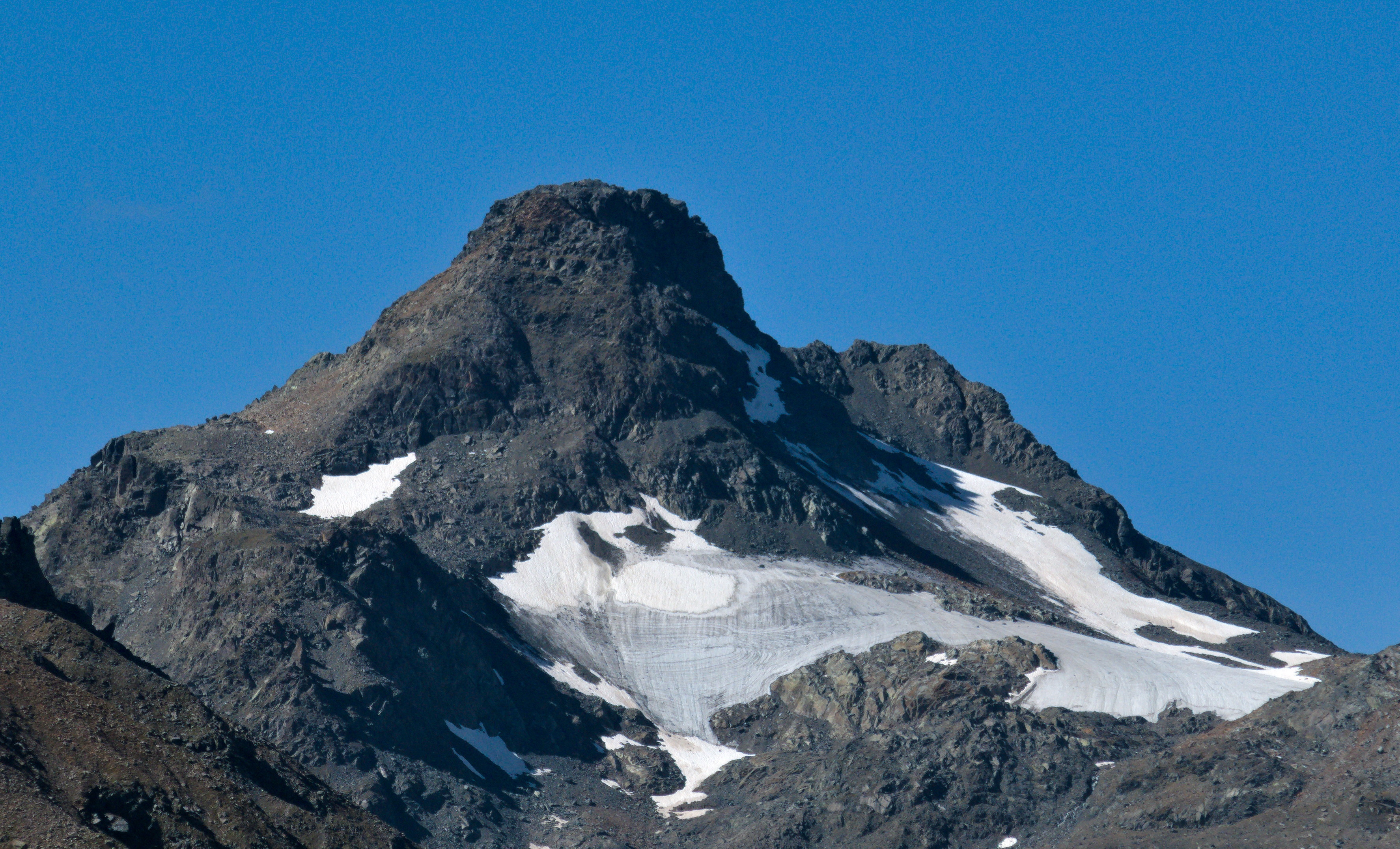

許阿爾普山（Chüealphorn），是瑞士的山峰，位於該國東南部，由格勞賓登州負責管轄，屬於阿爾布拉山脈的一部分，海拔高度3,078米，每年平均降雨量1,729毫米。